# فاطمة نعمت راشد
فاطمة نعمت راشد هي أول امرأة مصرية تتولى منصب رئيس تحرير لمجلة "المصرية"، والتي أصدرتها هدى شعراوي في عام 1937 بعد أن كانت تصدرها باللغة الفرنسية باسم L’Egyptienne.